# Chitapur
Chitapur là một thị xã panchayat của quận Gulbarga thuộc bang Karnataka, Ấn Độ.

## Địa lý
Chitapur có vị trí 17°07′B 77°05′Đ / 17,12°B 77,08°Đ Nó có độ cao trung bình là 403 mét (1322 feet).

## Nhân khẩu
Theo điều tra dân số năm 2001 của Ấn Độ, Chitapur có dân số 26.974 người. Phái nam chiếm 50% tổng số dân và phái nữ chiếm 50%. Chitapur có tỷ lệ 46% biết đọc biết viết, thấp hơn tỷ lệ trung bình toàn quốc là 59,5%: tỷ lệ cho phái nam là 54%, và tỷ lệ cho phái nữ là 38%. Tại Chitapur, 16% dân số nhỏ hơn 6 tuổi.